# Abadía de Bellelay

Abadía de Bellelay.

La Abadía de Bellay es una antigua abadía de la orden Premonstratense, que hoy en día es una clínica psiquiátrica en la localidad de Bellelay, perteneciente a la comuna suiza de Saicourt, en el Jura bernés, en la diócesis de Basilea.

## Historia
Según la leyenda, el monasterio fue fundado en 1136 por Siginando, preboste de la abadía de Moutier-Grandval. Éste perseguía a un jabalí a través del bosque del Jura. Cuando finalmente lo hubo alcanzado, ya no llegó a salir de esta zona salvaje que era en la época el Alto Jura. Hizo voto de construir un monasterio si lograba llegar a Moutier sano y salvo. Cuatro días más tarde, encontró por fin Moutier e hizo entonces erigir el monasterio, al que dio el nombre de Bellelay (belle laie (hembra del jabalí en lengua francesa)).
Según otras fuentes, el monasterio habría sido construido a impulso del Obispado de Basilea en la frontera sudoeste del obispado, en territorio de la Abadía de Moutier-Grandval. El monasterio fue confirmado por el papa Inocencio II en 1142. Constan numerosas ortografías distintas aparecidas en los primeros tiempos del monasterio: Balelaia, Belelagia, Belelai, Belilaia, Bellale, Bella Lagia, Bellelagia y Bellilagia. El topónimo se origina en el latín vulgar bella lagia (bosque bello).

Escudo de armas de Bellelay.

El monasterio poseía diversas propiedades agrícolas dispersas en zonas más o menos lejanas. Fue igualmente el monasterio-madre del priorato de Grandgourt, del monasterio de Gottstatt y de la abadía de Himmelspforte en Grenzach-Wyhlen, en Baden-Wurtemberg (Alemania).
Bellelay seguía bajo la autoridad de la diócesis de Basilea, aunque firmó un "derecho de ciudad" con Berna y Soleura (como muy tarde en 1414) al igual que con Biel (1516). Durante la Guerra Suaba, en 1499, las construcciones monásticas fueron sometidas al pillaje. Durante los inicios de las guerras de religión, queda en la frontera entre católicos y protestantes, convirtiéndose a la nueva fe algunos de los monjes El monasterio se ahorró sin embargo los efectos de la Guerra de los Treinta Años gracias a su acuerdo con Soleure. Vive su edad dorada especialmente en el siglo XVIII como reputado centro de formación para los vástagos de la nobleza europea (se erigió un pensionado en 1772).
En 1797 el edificio quedó bajo la ocupación de las tropas francesas, que procedieron a la secularización del monasterio. Con motivo de ello se efectuó la venta de su precioso mobiliario. Un altar, por ejemplo, se encuentra actualmente ubicado en la iglesia parroquial de Nuestra Señora de la Asunción de Saignelégier.
En el siglo XIX el edificio del monasterio fue utilizado como fábrica de relojes, posteriormente como lugar de fabricación de cerveza, para acabar destinado a vidriería. En 1890 el cantón de Berna adquirió los terrenos, destinados desde entonces a clínica psiquiátrica. Como curiosidad, el sanatorio acogió al futbolista argentino Diego Armando Maradona
Desde fines de la década de los 60 del siglo XX, la abadía acoge conciertos y exposiciones organizados por la fundación denominada Fondation de l'Abbatiale de Bellelay.

## Arquitectura

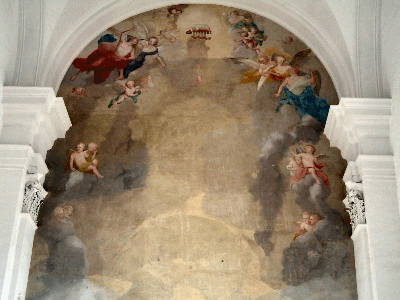
Pintura sobre estuco.

El actual edificio de la iglesia del monasterio fue erigido por Franz Beer siguiendo el modelo del Vorarlberg entre 1708 y 1714. La iglesia dispone de dos torres frontales semiocultas, que antaño estuvieron rematadas en bulbo. En el interior, pueden contemplarse preciosas decoraciones en estuco de la escuela de Wessobrunn (1713). Los edificios monásticos son de estilo barroco, siendo igualmente de principios del siglo XVIII.